# Scranciola roseimacula
Scranciola roseimacula är en fjärilsart som beskrevs av Sergius G. Kiriakoff 1962. Scranciola roseimacula ingår i släktet Scranciola och familjen tandspinnare. Inga underarter finns listade.